# Kościół Chrystusa Dobrego Pasterza w Krościenku nad Dunajcem

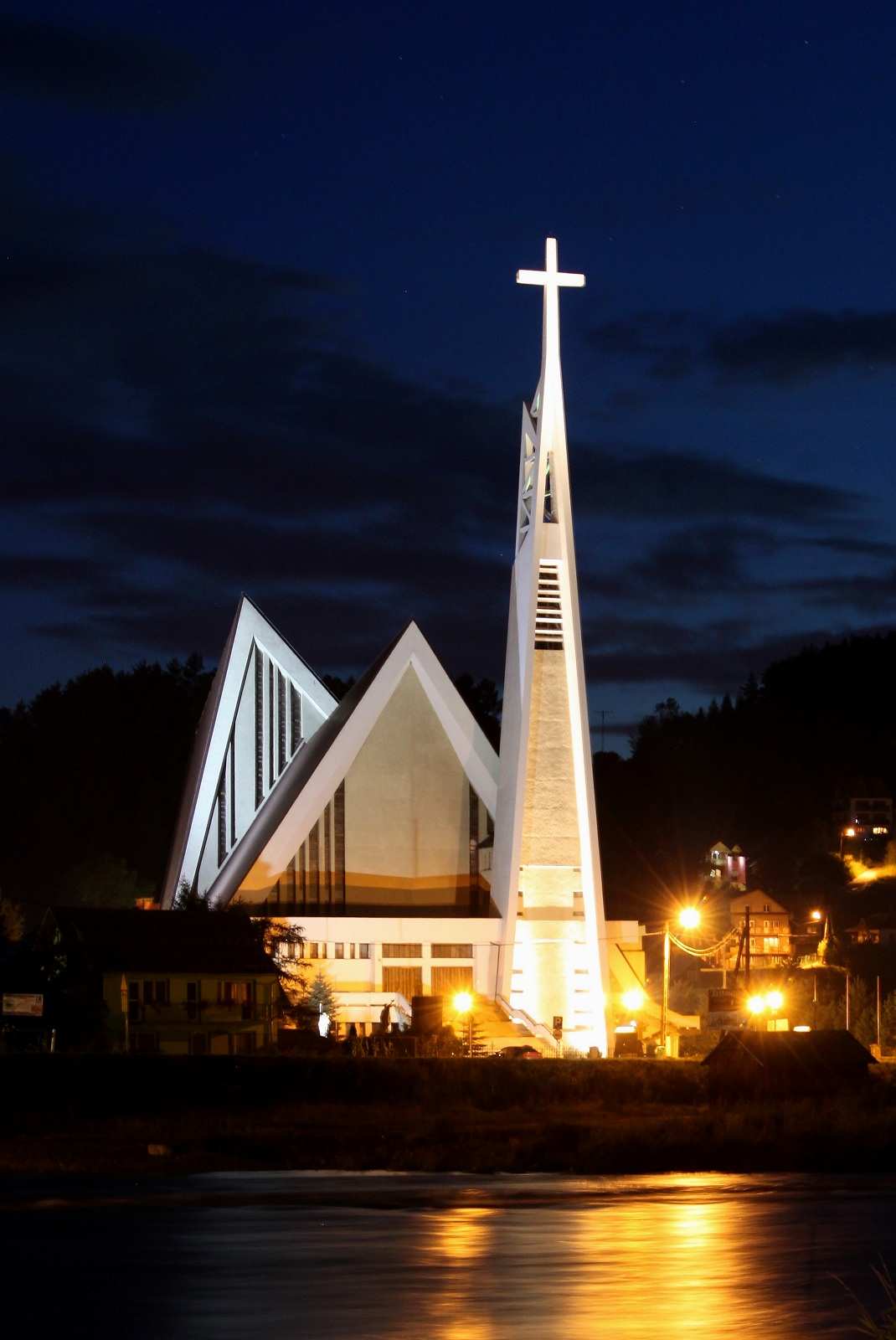
Kościół nocą od strony Dunajca

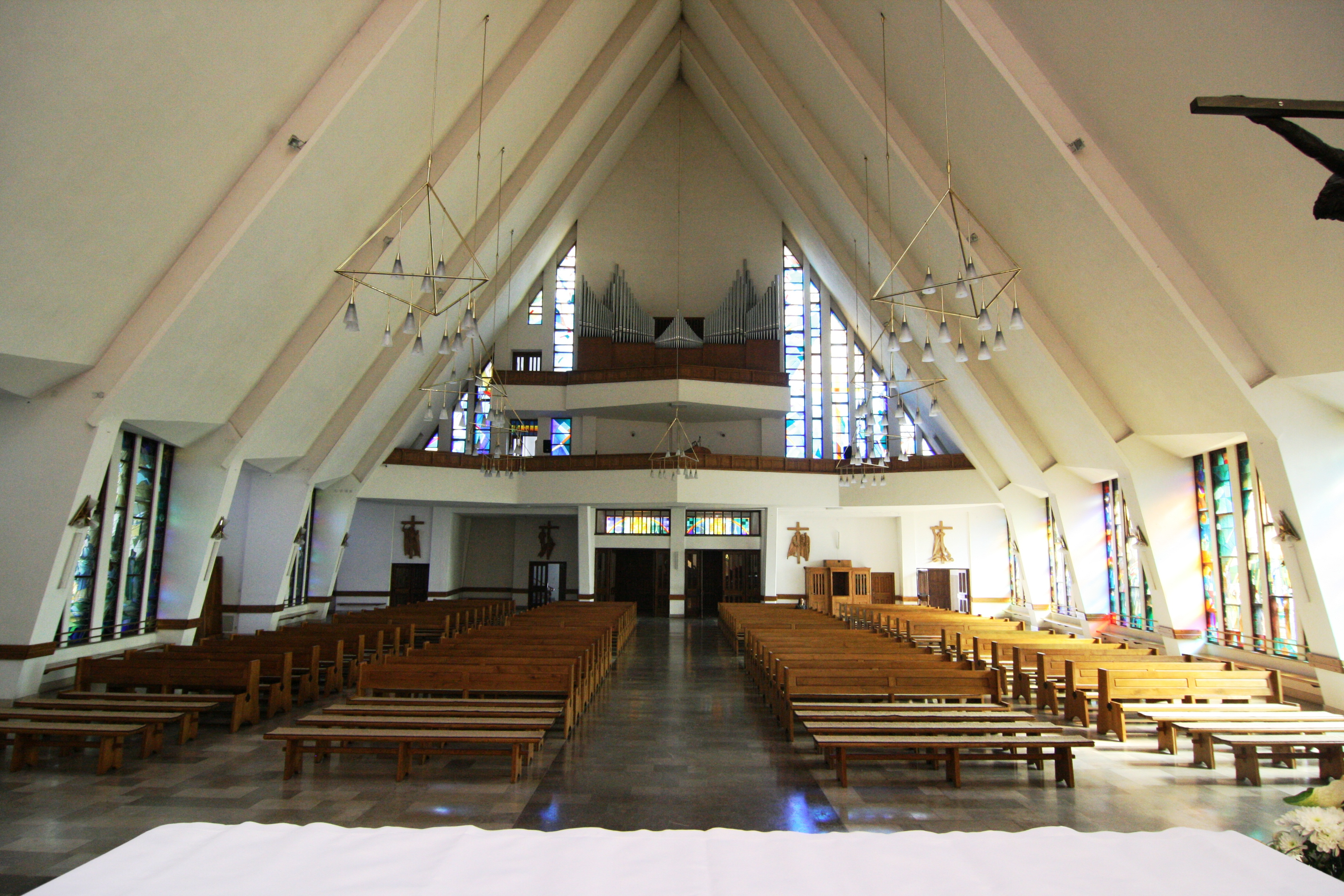
Główna nawa kościoła z perspektywy celebransa

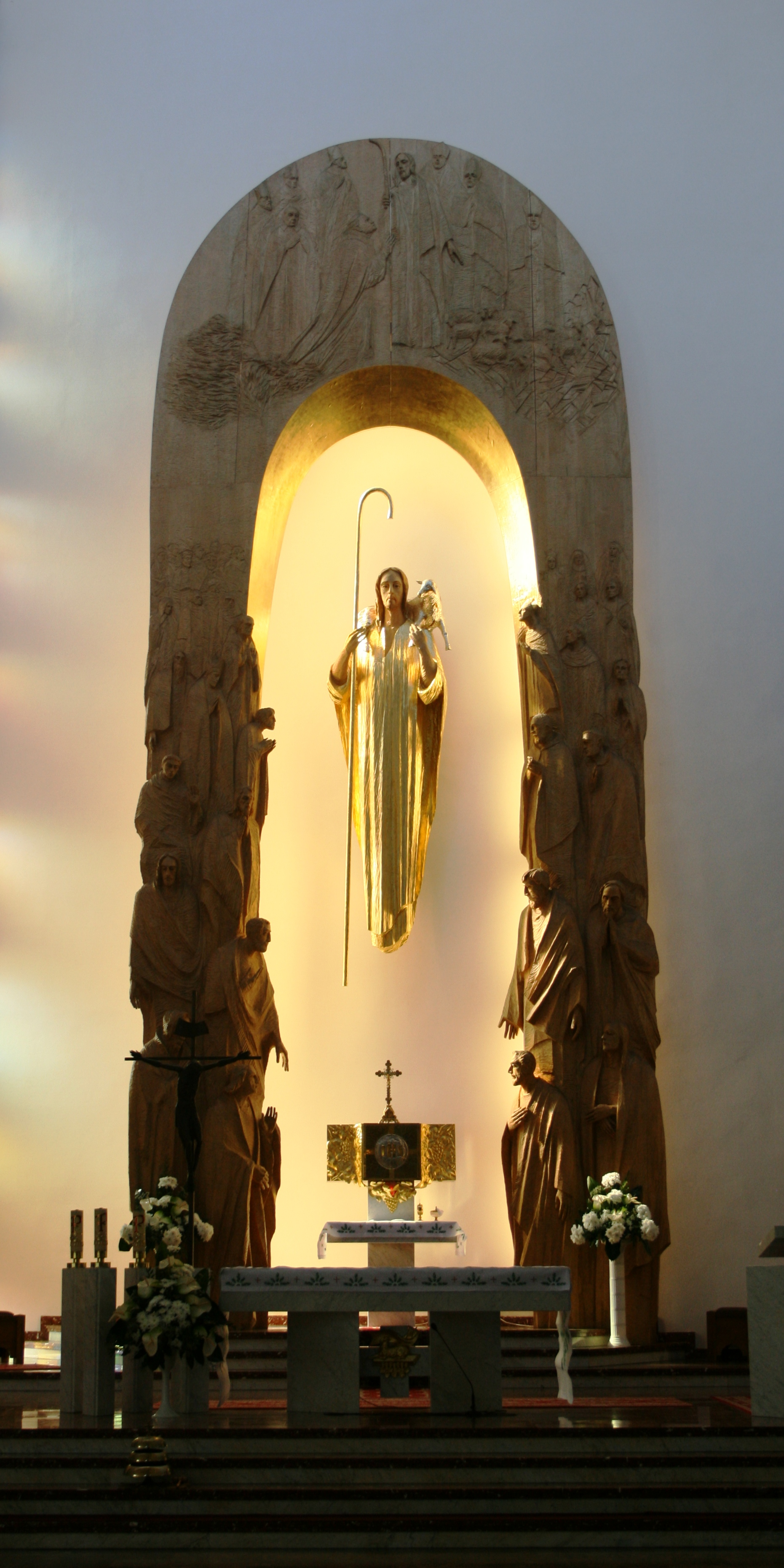
Główny ołtarz kościoła

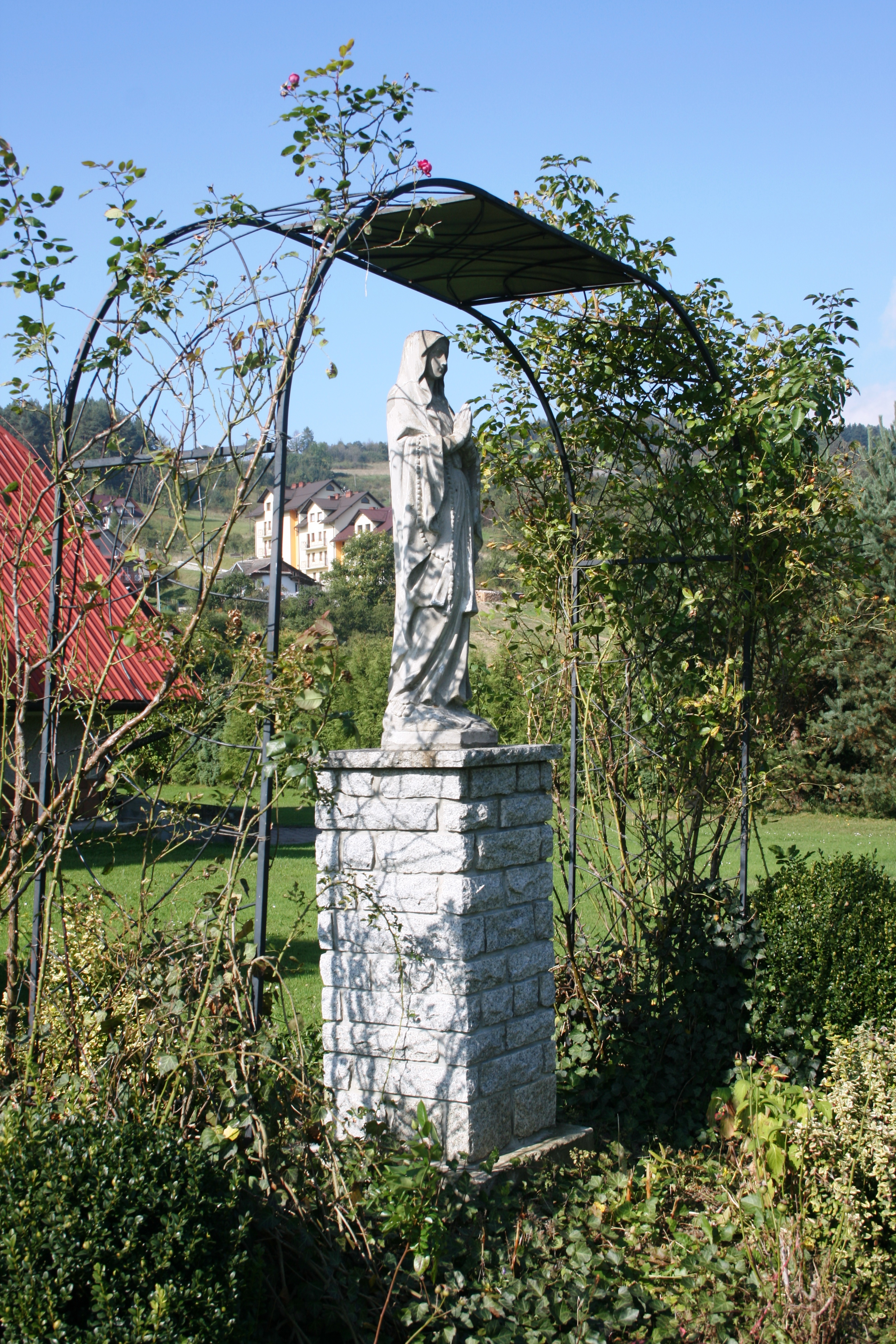
Rzeźba Matki Boskiej na dziedzińcu kościoła

Kościół parafialny Chrystusa Dobrego Pasterza w Krościenku nad Dunajcem – rzymskokatolicki kościół parafialny przy ul. Sobieskiego 2a w Krościenku nad Dunajcem; jest poświęcony św. Stanisławowi – biskupowi, a jednocześnie jest wotum za ocalenie życia papieża Jana Pawła II.

## Historia

### Początki
Od dawna mały kościół na rynku nie mieścił wiernych miasteczka. Starania o budowę nowego, dużego kościoła trwały ponad 100 lat. W tym czasie ścierały się różne koncepcje, polegające m.in. na rozbudowie starego kościoła, po budowę nowego kościoła na Zawodziu (po drugiej stronie Dunajca).
W 1938 roku wybudowano nieistniejący już Dom parafialny, a później Kaplicę Dobrego Pasterza, zlokalizowaną na obszarze dziedzińca dzisiejszego kościoła.
30 listopada 1979 roku Kuria Diecezjalna w Tarnowie uwzględniła w planach budownictwa sakralnego na rok 1980 budowę nowego kościoła parafialnego w Krościenku nad Dunajcem. Jednak ówczesne władze komunistyczne nie wydały zezwolenia aż do 1982 roku, i dopiero wtedy, 9 sierpnia rozpoczęto budowę świątyni.

### Kamień węgielny
Kamieniem węgielnym pod budowę kościoła był fragment grobu Św. Piotra znajdującego się w Rzymie. Jan Paweł II poświęcił ten kamień 26 listopada 1980 roku, a uroczyste wmurowanie odbyło się w uroczystość Wniebowzięcia Najświętszej Maryi Panny, 15 sierpnia 1983 roku w obecności biskupa Jerzego Ablewicza, ordynariusza diecezji tarnowskiej, który również poświęcił plac budowy.

### Projekt
Kościół został zbudowany według projektu inż. arch. Antoniego Mazura z Krakowa. Architektura wnętrza jest autorstwa prof. Wincentego Kućmy – artysty rzeźbiarza z Krakowa, projektanta wielu wnętrz kościołów w Krakowie i w Małopolsce. Witraże projektował prof. Andrzej Zieliński z Krakowa. Plany konstrukcyjne opracował inż. Bronisław Sokał z Nowego Sącza, a budową kierował majster Stefan Kwiatek z Krościenka.
Forma architektoniczna kościoła była inspirowana najwyższym szczytem Pienin – Trzema Koronami: monumentalna sylwetka, w której wyróżnione są trzy zasadnicze części: prezbiterium, nawa główna i wieża.

### Budowa i poświęcenie
Budowa trwała kilkanaście lat. Dolny kościół został poświęcony przez biskupa Józefa Życińskiego 2 października 1994 roku.
Konsekracji kościoła dokonał 24 maja 1998 roku biskup Wiktor Skworc. Proboszczem parafii, gdy rozpoczynano budowę w 1982 roku, był ks. Andrzej Pękala, kolejnym proboszczem prowadzącym budowę i gdy ją ukończono, był ks. Stanisław Tumidaj.

## Kościół dziś

### Sylwetka
Bryła kościoła stanowi zwartą całość o powierzchni użytkowej 1200 m². Do wnętrza kościoła prowadzą szerokie schody i specjalny podjazd dla niepełnosprawnych. W założeniu architektonicznym nowy kościół jest budowlą dwukondygnacyjną.

### Górny kościół
Wnętrze górnego kościoła stanowią: prezbiterium, główna nawa, boczna kaplica poświęcona Św. Kindze Pani Pienin oraz dwupoziomowy chór muzyczny. Zakrystia kościoła znajduje się na zapleczu ściany ołtarzowej.

#### Ołtarz
W centrum ściany ołtarzowej umieszczona została monumentalna brama wyrażająca słowa Chrystusa z Ewangelii Jana: „Ja jestem bramą owiec” (J.10,7) oraz dużych rozmiarów figura Chrystusa Dobrego Pasterza.
Tabernakulum, również zaprojektowane przez prof. Wincentego Kućmę, zostało wykonane w pracowni Oremusa w Krakowie.
Ołtarz i ambona (projektu tego samego artysty) wykonane zostały z białego marmuru w zakładzie kamieniarskim Kazimierza Wolskiego z Mizernej. Zostały ozdobione ornamentami bogatymi w treść teologiczną: symbolem Baranka Paschalnego i wizerunkami czterech Ewangelistów.
Według Macieja Pinkwarta: „… interesujący ołtarz główny, w którym figura Dobrego Pasterza jakoś tak niesamowicie wisi w powietrzu, na jasnym tle … W ogóle kościół jasny, przestronny i świetnie urządzony, bo jeszcze nie całkiem urządzony, nie przeładowany, jak to się często na Podhalu zdarza.”

#### Organy
W listopadzie 2009 roku w kościele zostały oddane do użytku organy niemieckiej firmy Romanus Seifert & Sohn z Kevelaer. Zostały zmontowane przez Mariana Tetlaka z Rzeszowa. Szafa organowa znajduje się na wyższym, a stół gry na niższym poziomie chóru muzycznego. Skala manuałów: C-g3; skala pedału: C-f1. Ze względu na swą wysoką jakość artystyczną instrument ten doskonale nadaje się do celów koncertowych.

#### Inne elementy wyposażenia
- Chrzcielnica przedstawiająca chrzest Chrystusa w Jordanie z unoszącą się nad głową Chrystusa postacią Ducha Świętego, zaprojektowana przez Wincentego Kućmę i wykonana w brązie
- w oknie prezbiterium znajduje się barwny witraż przedstawiający sceny z Ewangelii o Dobrym Pasterzu zaprojektowany przez prof. Andrzeja Ziębińskiego z Krakowa, a wykonany w pracowni witrażowej Krzysztofa Paczki w Krakowie
- figura MB Fatimskiej otaczanej czcią wiernych tutejszej parafii w czasie uroczystych nabożeństw fatimskich, które odbywają się 16. dnia każdego miesiąca od maja do października. W czasie tych nabożeństw w procesji niesiona jest przez parafian ulicami Krościenka. W procesji licznie uczestniczą mieszkańcy Krościenka oraz turyści
- całość wyposażenia wnętrza świątyni dopełniają ławki, konfesjonały i sedilia wykonane przez miejscowego stolarza Zdzisława Dudę[2].

### Dolny kościół
W dolnej kondygnacji – obok części poświęconej i służącej do kultu – znajduje się duża sala widowiskowa, salka dla młodzieży i zaplecze techniczno-magazynowe.
W dolnym kościele znajduje się sarkofag sługi Bożego, twórcy Ruchu Światło-Życie, księdza Franciszka Blachnickiego, który zmarł w 1987 roku w Niemczech. Jego ciało zostało uroczyście sprowadzone do kościoła w 2000 roku.
Naprzeciw grobowca ks. Blachnickiego, na ścianie zawieszona jest Droga krzyżowa przeniesiona tutaj ze starego kościoła Wszystkich Świętych na rynku. Według znawcy tematyki, ks. prof. J. Kopcia, cykl ten jako jeden z nielicznych, zachowanych w całości, jest klejnotem XVII- i XVIII-wiecznego malarstwa pasyjnego.

### Dzwonnica i dzwony
Wysokość wieży wynosi 64 m. Na wieży umieszczone są 3 dzwony, wykonane w pracowni ludwisarskiej Janusza Felczyńskiego w Przemyślu:
- największy z nich ma imię Jan Paweł II i waży 700 kg, został ufundowany przez Związek Podhalan w Północnej Ameryce – Koło Pieniny z Chicago;
- średni nosi imię MB Różańcowej, waży 350 kg i jest darem Bractwa Różańcowego działającego w parafii od 260 lat;
- najmniejszy z dzwonów o wadze 220 kg nosi imię Św. Stanisława Biskupa i Męczennika, ufundowany został przez tutejszych flisaków.

### Dziedziniec kościoła
Jednym z ciekawszych elementów otoczenia kościoła jest Figura Maryi. Proboszcz parafii krościeńskiej ks. dr Bronisław Krzan wspólnie z zaufanymi gospodarzami doprowadził do umieszczenia figury Matki Boskiej na skałach Zawiasów w pobliżu Zerwanego Mostu przez Dunajec. Odbyło się to którejś nocy  zimą 1958 roku: figurę przywieziono po zmroku saniami i wmurowano w tym eksponowanym i często odwiedzanym miejscu. Inicjatywa ta była związana z upamiętnieniem 100-lecia objawień w Lourdes. Ponieważ odbyło się to bez zgody władz komunistycznych, wkrótce „nieznani sprawcy” zrzucili figurę do Dunajca. Została jednak odnaleziona przez mieszkańców w nurcie rzeki i obecnie stoi w pobliżu plebanii kościoła.

## Rola w kulturze
Od 2010 roku, po uruchomieniu organów, co roku w kościele odbywa się Letni Festiwal „Pieniny-Kultura-Sacrum”.